# 沱江
沱江，古称江沱，又名外江、中江，是中华人民共和国四川省中部的一条河流，为长江的一条较小的一级支流。
沱江有三个源头。
- 东源为绵远河，源自阿坝藏族羌族自治州的茂县茶坪山，南流经过绵竹市，再向西南流经德阳市、广汉市，一般认为东源即为沱江正源。长180km
- 中源为石亭江，源自什邡市北和茂县南的九顶山南麓，沿什邡和绵竹的边界南流，流经广汉。长141km
- 西源湔江，出自彭州市北茶坪山南麓。长139km。

绵远河、石亭江和湔江在广汉市三水镇汇合后成为沱江的干流，这一干流一般称为北河。
另外此处又有岷江分出的毗河和青白江在金堂县赵镇与北河汇流，汇流之后称为沱江。
干流从金堂县赵镇向南流经金堂县、简阳市、资阳市雁江区，资中县、内江市市中区、富顺县，在泸州市注入长江，长522km，河道弯曲系数2.1。左岸较大的一级支流有濑溪河、大清流河和阳化河；右岸有威远河和球溪河。
全长700公里，流域面积2.79万平公里。
金堂县赵家渡（也称为金堂赵镇）以上为上游，绵竹市以上为山区河道，以下河谷宽敞平坦。赵家渡至资中为中游，穿越丘陵地带，有一系列的峡谷，包括金堂峡长13km；月亮峡长21km；青山峡长2km。下游流经盆地丘陵区，河道深而弯曲，河口谷宽300-500米。
流域内是四川省的工业集中地区，人口密度大，森林覆盖率很低，有水土流失和严重的水污染的问题。
沱江是四川盆地唯一 一条没有骨干控制型水利工程的主要江河，上游河段因此防洪能力低下，引发多次洪涝灾害。因此，21世纪初曾计划在上游湔江修建关口水库。但2008年汶川地震后，规划中的库区成了重建安置点，且地震导致湔江流域地质灾害隐患点陡增，修建关口水库的计划被迫取消。

## 航运
目前通航河段为泸州河口至自贡牛佛镇，为VI级航道，全长145.4km，其中自贡市101.9km，泸州市43.5km。航道升级改造工程包括新建小市、幺滩、银蛇滩3个梯级枢纽，改造黄葛灏、黄泥滩、流滩坝3梯级航电枢纽的通航建筑物，整治库尾航道，提升至IV级航道，常年通航500吨级。船闸有效尺度为150*23*4.2米。新建银蛇溪枢纽为航运兼发电，电站拟装机容量22.8MW，2020年开工建设。

## 沱江特大水污染事故
2004年3月，四川化工股份有限公司高浓度氨氮超标废水（2611－7618mg/L）经支流毗河排入沱江，造成沿线简阳、资阳、资中和内江近100万群众从3月2日到到3月26日饮水中断25天，死鱼100万公斤，直接经济损失2.19亿多元。之后沱江干流全面禁止网箱养鱼，沿岸城市纷纷另辟新的饮用水源地。沿岸仍是消化系统类癌症高发区。

## 画廊

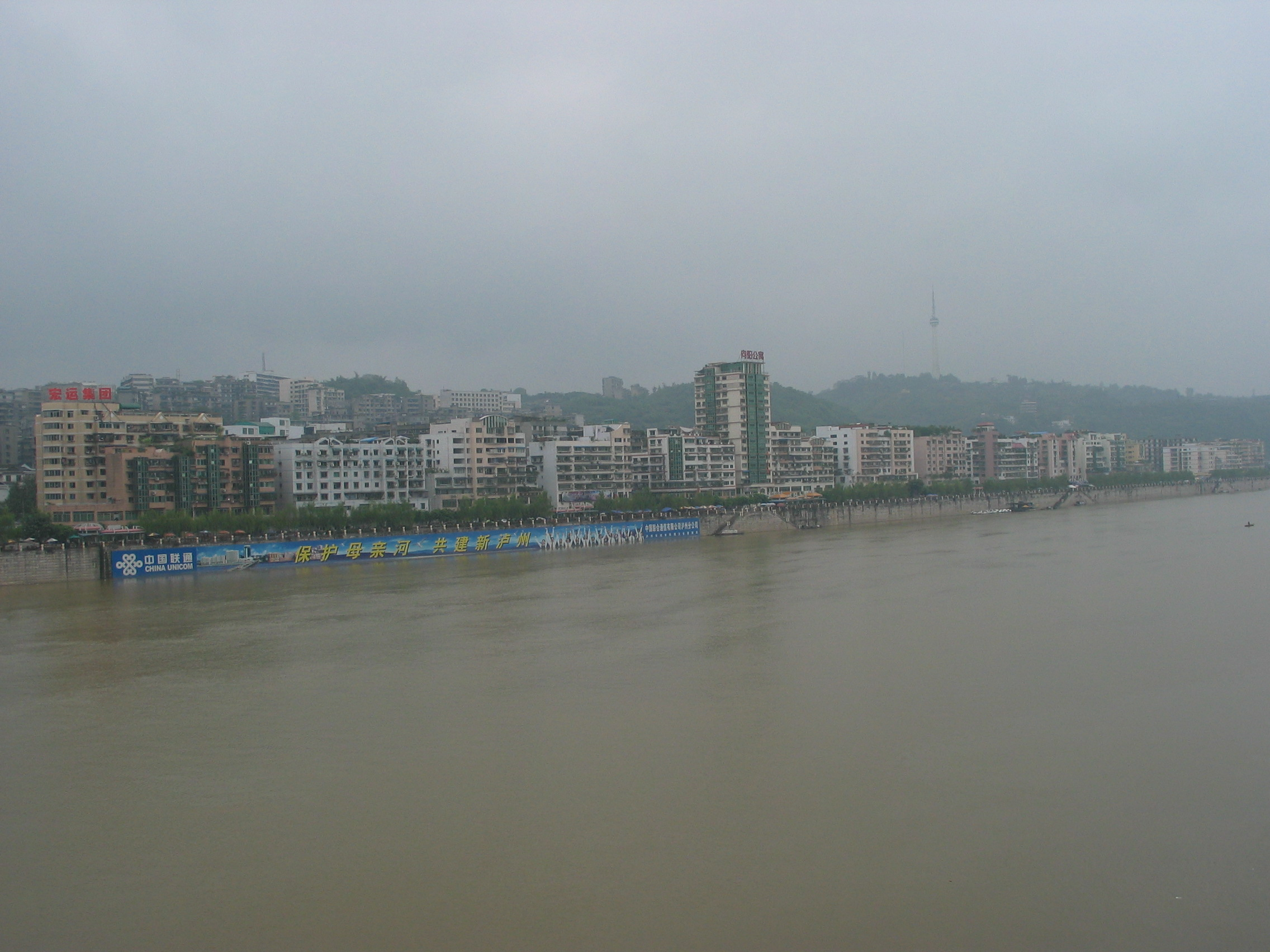
沱江泸州段
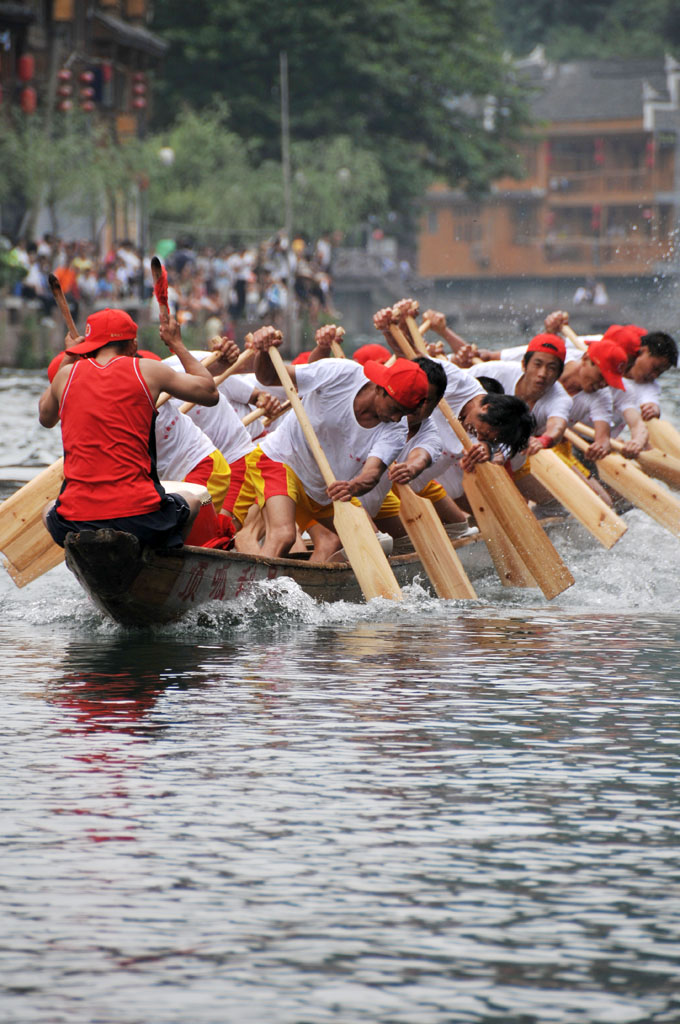
沱江上的节日景